# Tempio corale di Bucarest
Il tempio corale di Bucarest, costruito nel 1866 in stile neomoresco, è una sinagoga situata a Bucarest in Romania. È attiva al servizio della comunità ebraica locale.

## Storia
Nell'Ottocento la comunità ebraica di Bucarest già conosceva un rapido sviluppo da richiedere la costruzione di svariate sinagoghe monumentali.
Questa sinagoga serviva al culto della comunità riformata. Gli architetti viennesi Gustav I. Enderle e Freiwald disegnarono un edificio neomoresco, ispirandosi direttamente al modello del Leopoldstädter Tempel, completato nel 1858.
Il 21 luglio 1864, fu collocata la prima pietra ed i lavori erano quasi completati nei primi mesi del 1866, tanto che furono ordinati a Budapest i rotoli della Torah e gli altri utensili necessari per il servizio liturgico. L'inaugurazione fu ritardata dallo scoppio di moti antisemiti che portarono ad un incendio della sinagoga. Riparati i danni con il contributo dello stesso governo rumeno, la cerimonia di apertura poté svolgersi il 6 luglio 1867 presieduta dal rabbino Antoine Levy, alla presenza di rappresentanti del governo e diplomatici stranieri.
Nel corso del tempo, l'edificio ha subito interventi di restauro che ne hanno modificato in parte l'aspetto architettonico . Nel 1892 sono stati aggiunti i contrafforti all'esterno, e all'interno è stato costruito il secondo piano della galleria. Nel 1932, gli architetti Iuliu Leoneanu e Grigore Hirs realizzarono un piano di ampliamento, costruendo una nuova ala su due pieni con una sala conferenze e altri locali di servizio, per l'archivio e la biblioteca. Furono aggiunte degli ulteriori scaloni per raggiungere il primo piano, fu cambiato l'impianto di riscaldamento centralizzato e furono sostituite le decorazioni che si erano degradate col tempo.
Durante gli anni della seconda guerra mondiale, il terremoto del 10 novembre 1940 e la vandalizzazione subita ad opera delle milizie fasciste rumene nel gennaio 1941 provocarono gravi danni, che poterono però essere riparati nel 1945, sotto la direzione dell'architetto Giulio Leoneanu.
Durante il periodo comunista l'edificio fu poco usato e poco curato, ma sopravvisse integro fino alla caduta di [Nicolae Ceaușescu nel 1989.
La nuova Repubblica democratica della Romania ha mostrato maggior attenzione alla salvaguardia del patrimonio artistico ebraico. Nel 2004 l'edificio è stato ufficialmente incluso nella lista dei monumenti di valore storico e artistico della città di Bucarest.
I restauri del 2007 segnano il pieno recupero strutturale e funzionale dell'edificio, che ancor oggi serve alle necessità religiose della comunità ebraica locale.
Il piccolo cortile in fronte alla sinagoga è oggi dominato da un monumento in memoria delle vittime dell'Olocausto con una grande menorah, che risalta sullo sfondo variopinto della facciata.

## Galleria d'immagini

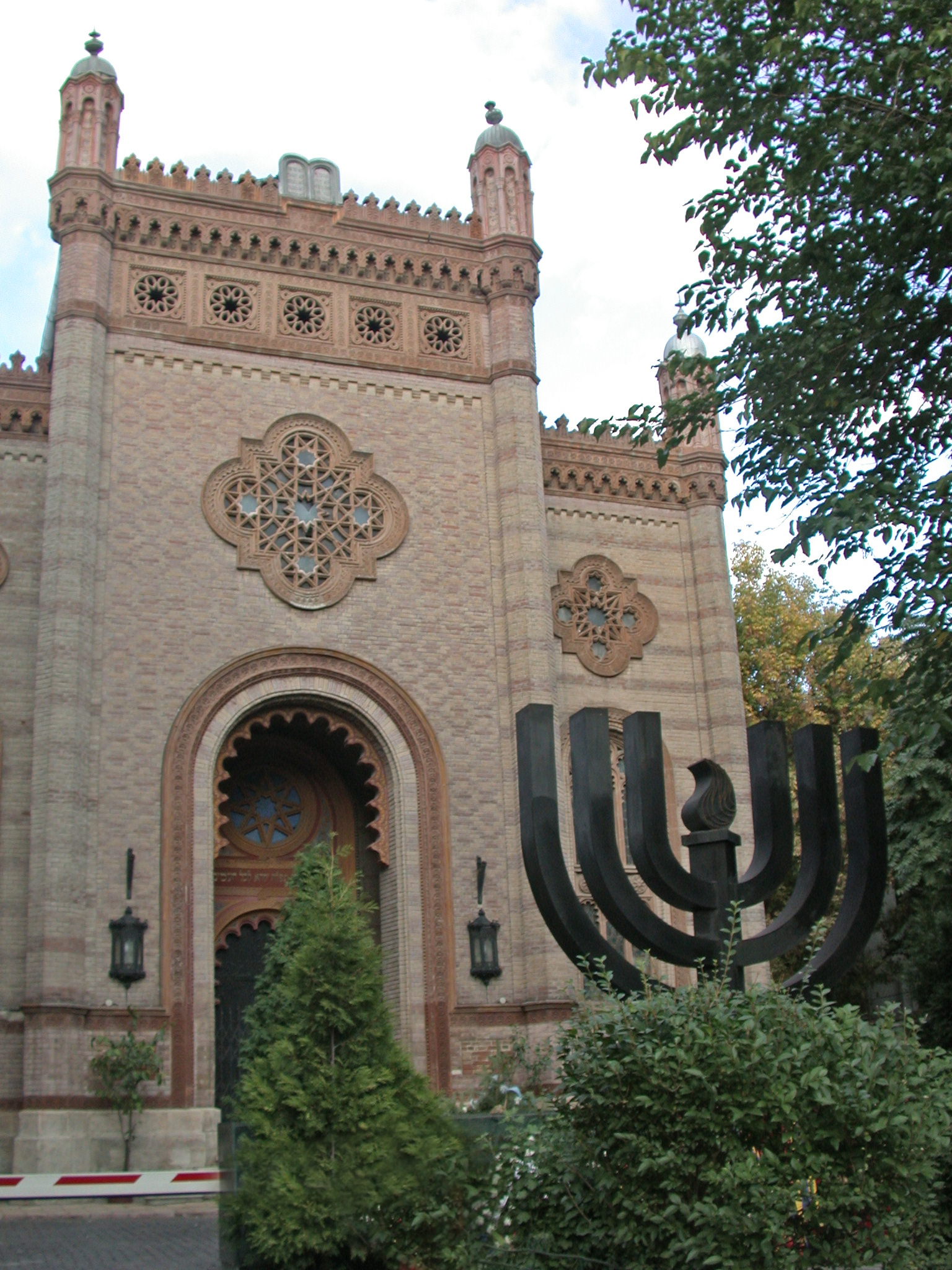
La facciata con il memoriale dell'Olocausto
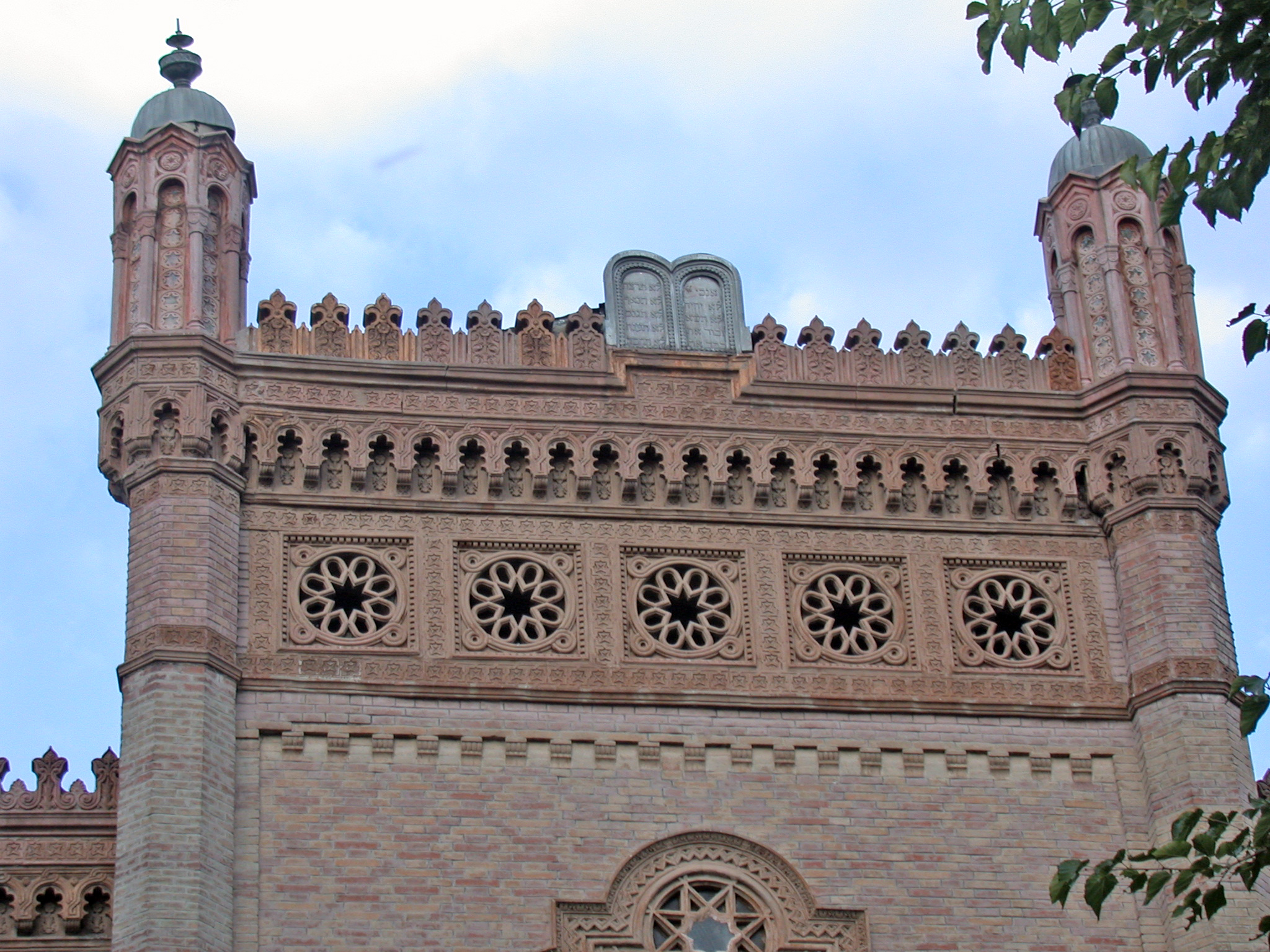
Parte superiore della facciata
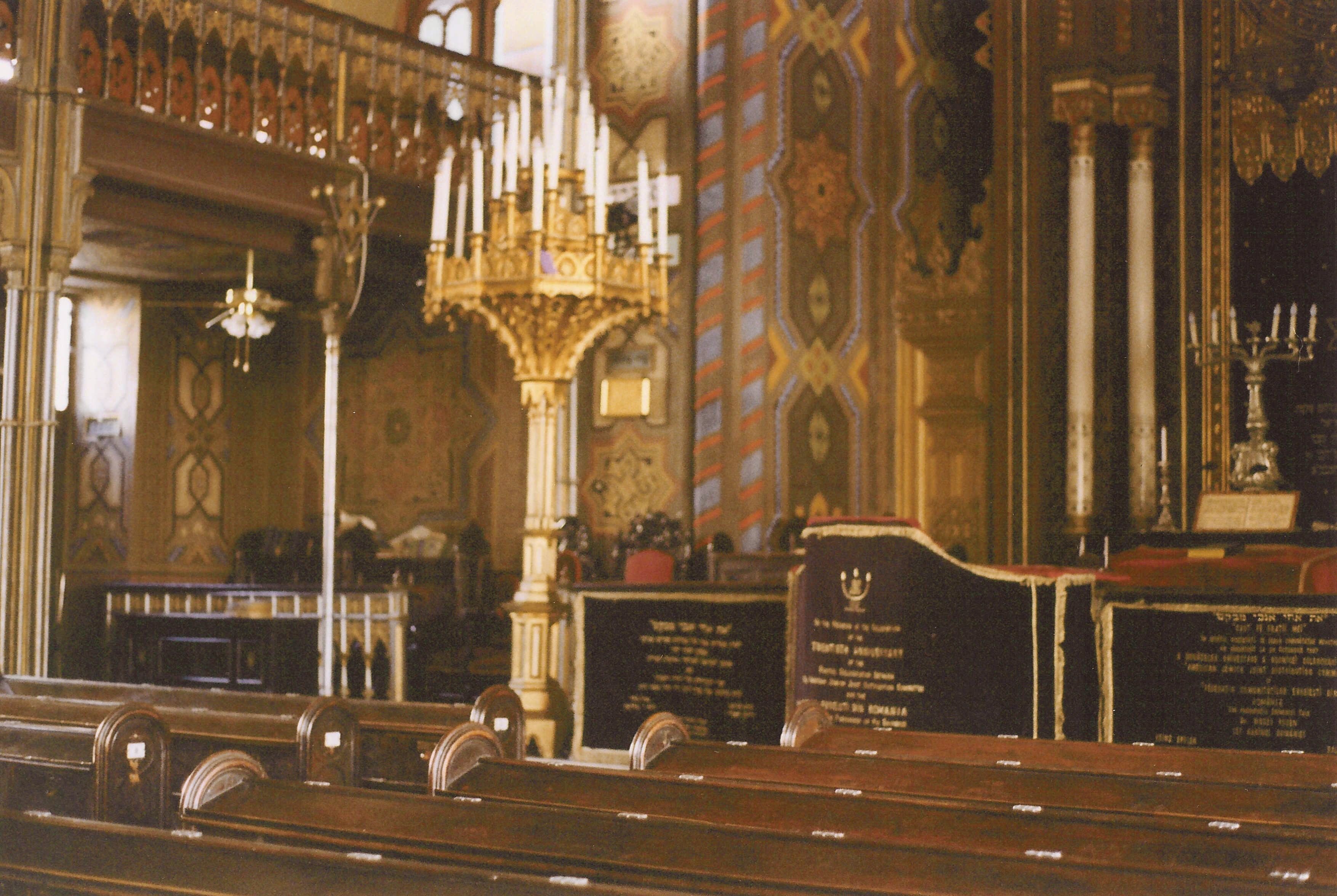
La sala di preghiera
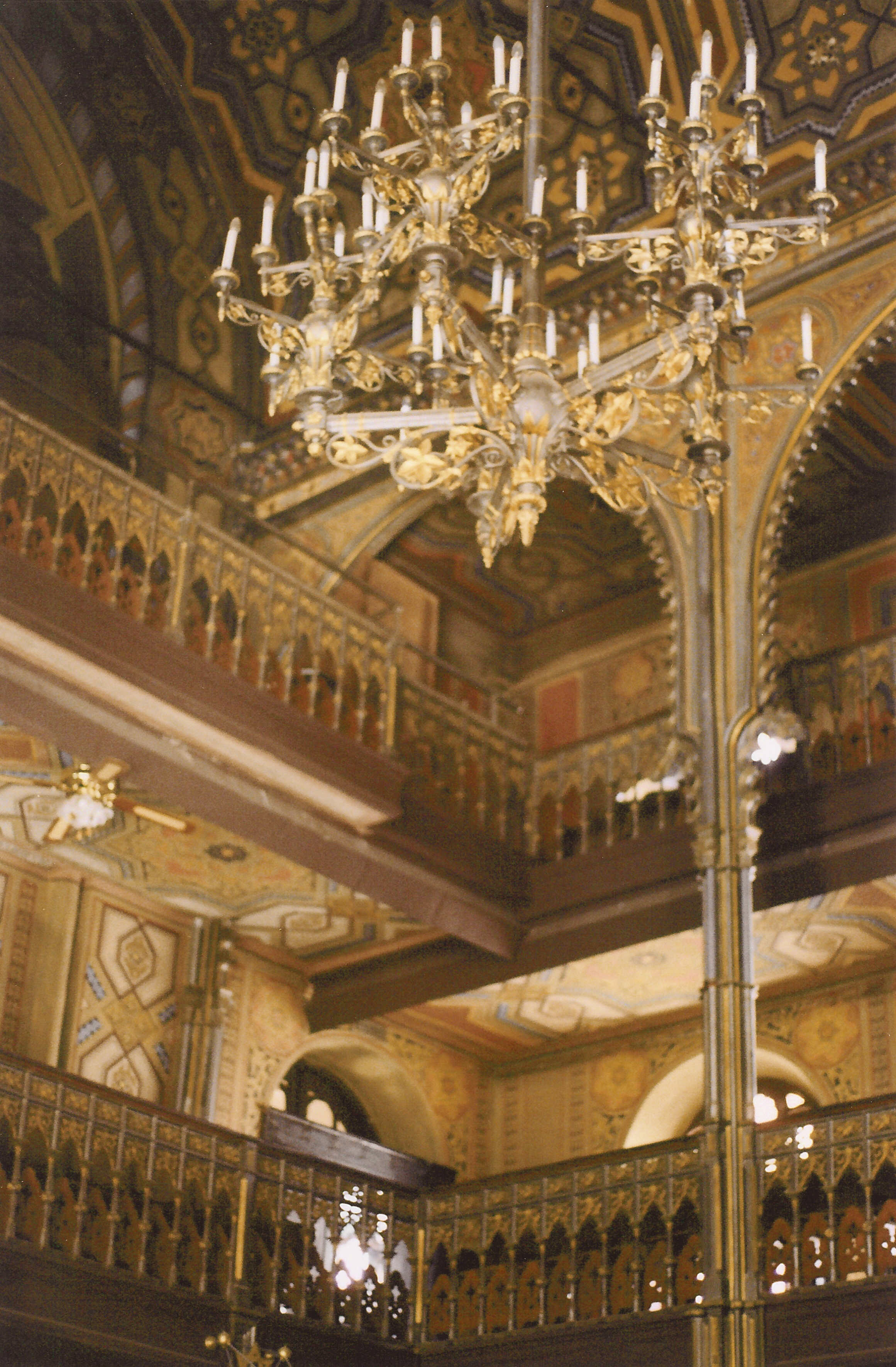
La sala di preghiera
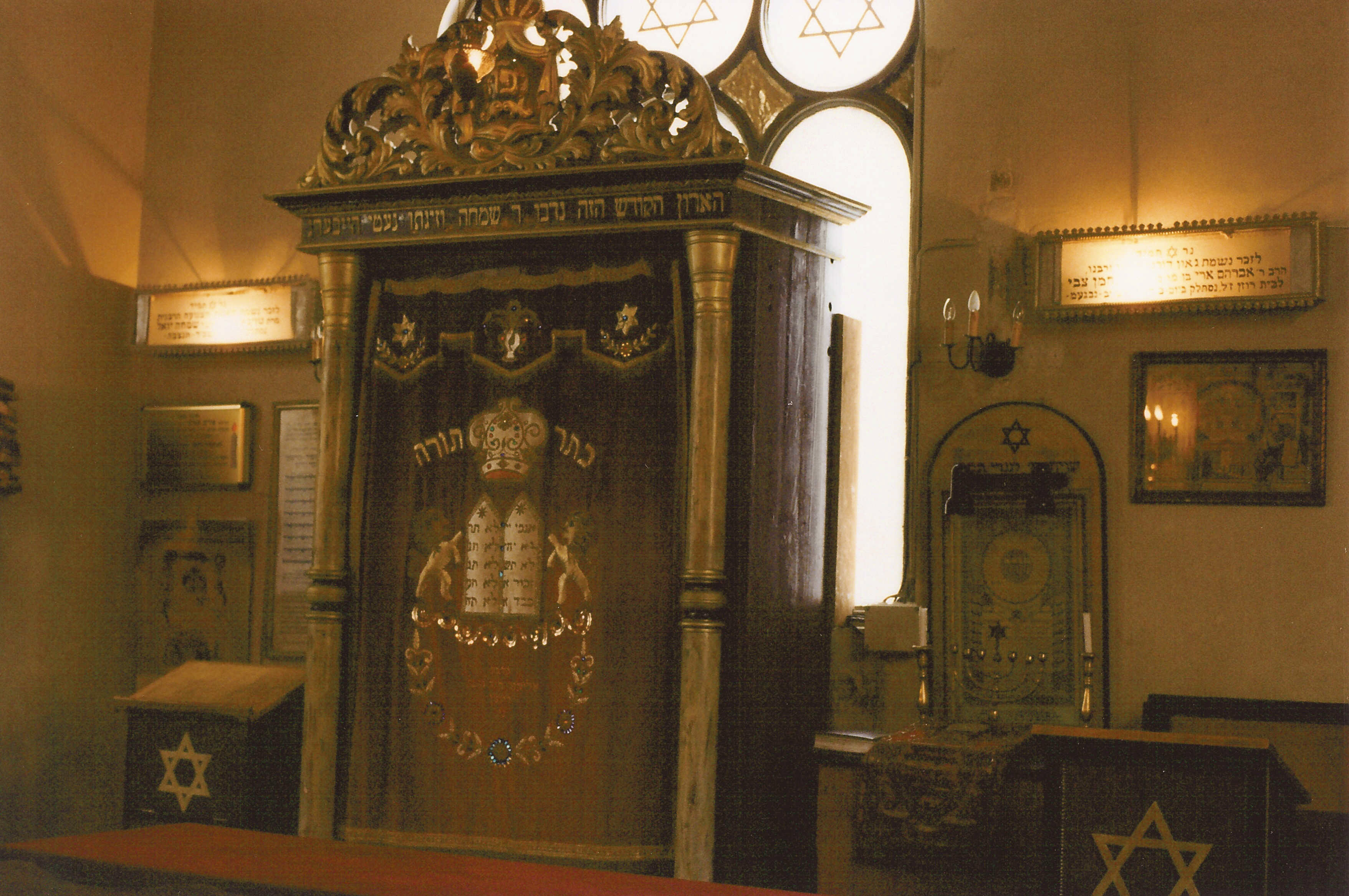
Oratorio
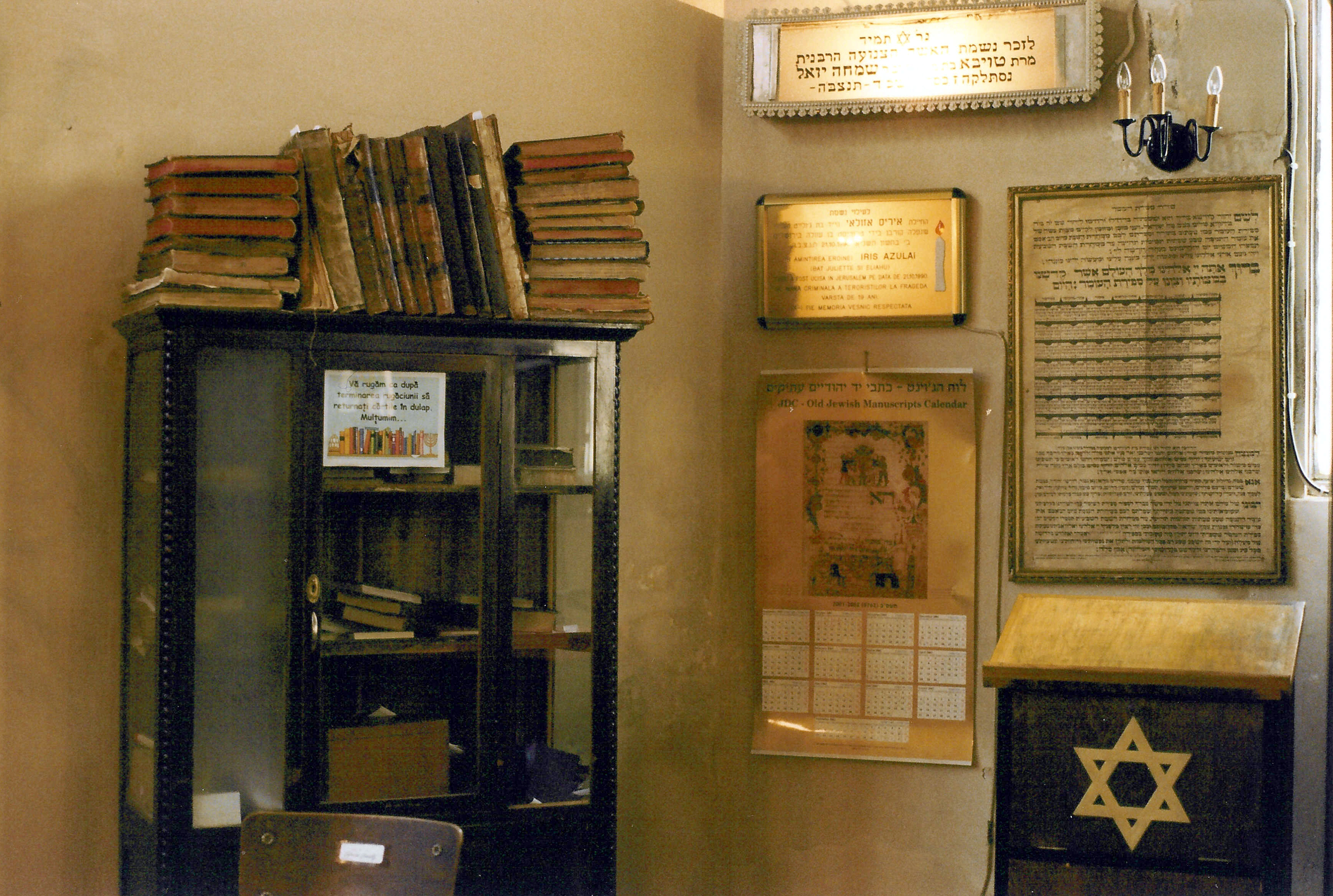
Oratorio